# Валентин Петров
Валентин Иванов Петров е български офицер, генерал-лейтенант.

## Биография
Роден е на 15 юни 1959 г. в Етрополе. Завършва физика в Пловдивския университет „Паисий Хилендарски“. Влиза в МВР през 1985 г. През 1986 г. завършва Академията на МВР. Изкарва курс в Международната правоприлагателна академия на ФБР. През 1997 г. е началник на РПУ-Асеновград. От 1998 г. е началник на Служба Полиция в Пловдив. През 2000 г. завършва курс в Скотланд Ярд, а през 2002 г. и на Сикрет сървиз. На 30 октомври 2002 г. е удостоен със звание генерал-майор от МВР. След това става директор на РДВР-Пловдив. На 25 юни 2004 г. е назначен за директор на Национална служба „Борба с организираната престъпност“ на МВР. На 21 септември 2005 г. е назначен допълнително за директор на Национална служба „Полиция“ на МВР и удостоен със звание генерал-лейтенант от МВР. Остава на този пост до 28 ноември 2007 г., когато е определен за временно изпълняващ длъжността главен секретар на МВР. На 15 октомври 2008 г. става член на Общото събрание на Международния институт за сигурност и сътрудничество. По-късно е част от Управителния съвет на института. Пенсионира се през 2008. През 2014 г. е кандидат за народен представител в XLIII народно събрание от листата на партия АБВ, но не успява да влезе в парламента.

## Военни звания
- Генерал-майор (30 октомври 2002)
- Генерал-лейтенант (21 септември 2005)